# Aleksander Martin
Aleksander Martin (ur. w 1825 w Warszawie, zm. 9 listopada 1856 tamże) – polski kompozytor i altowiolista.

## Życiorys
Był członkiem orkiestry Teatru Wielkiego w Warszawie.
Jego ważniejsze kompozycje: 2 uwertury na orkiestrę, Fantazja na obój, polonezy i mazurki na fortepian, opery Wianki (1854–1855) i Korsarz, pieśni.